# Chofi Faruolo
Horacio Faruolo, más conocido como Chofi Faruolo (Argentina, 20 de noviembre de 1958) es un músico, oriundo de Hurlingham, Provincia de Buenos Aires, programador de sonido y tecladista argentino de música rock y jazz. Integró bandas de gran importancia en el rock argentino, especialmente la de Luis Alberto Spinetta (1950-2012) con quien trabajó en los álbumes
- Privé (1986),
- Lalalá (1986),
- Téster de violencia (1988),
- Don Lucero (1989, en el cual es coautor de la canción «Fina ropa blanca» con Spinetta) y
- Elija y gane (1999).

En 1992, el músico participó en la gira de retorno de la banda Serú Girán, y luego ―desde la segunda mitad de los años 1990 hasta 2006― se unió al equipo de Fito Páez.
En 2007 hasta el 2014 trabajo como ingeniero de sonido con Luis Salinas.
Faruolo también participó en otros álbumes de gran importancia como
- After Chabón (1987), de Sumo;
- La hija de la lágrima (1994), de Charly García; el álbum tiene un tema instrumental llamado «Jaco y Chofi» porque el sonido de bajo fretless del teclado que García utilizó en ese tema, bautizado por él "Yaco" ―en referencia al bajista estadounidense Jaco Pastorius (1951-1987)― fue creado por Chofi Faruolo;[cita requerida]
- Enemigos íntimos (1998), de Fito Páez y Joaquín Sabina; y
- Miami (1999), de Babasónicos.